# Ronnie Rees
Ronnie Rees (Ystradgynlais, 1944. április 4. – 2023. október 31. vagy előtte) válogatott walesi labdarúgó, csatár.

## Pályafutása

### Klubcsapatban
1962 és 1972 között az angol bajnokságban szerepelt. 1962 és 1968 között a Coventry City, 1968–69-ben a West Bromwich Albion, 1969 és 1972 között a Nottingham Forest labdarúgója volt. 1968-ban tagja volt a West Bromwich angolkupa-győztes csaptának. 1972 és 1975 között a Swansea City, 1975-ben a Haverfordwest együttesében szerepelt.

### A válogatottban
1965 és 1972 között 39 alkalommal szerepelt a walesi válogatottban és három gólt szerzett.

## Sikerei, díjai
West Bromwich Albion
- Angol kupa (FA Cup)
  - győztes: 1968